# Masakra w areszcie w Busku
Masakra w areszcie w Busku – mord na więźniach przetrzymywanych w areszcie w Busku dokonany przez funkcjonariuszy NKWD w ostatnich dniach czerwca 1941 roku. Ofiarą zbrodni padło co najmniej 35 więźniów. Była to jedna z wielu tzw. masakr więziennych, dokonanych przez NKWD po rozpoczęciu niemieckiej inwazji na ZSRR.

## Geneza
Po klęsce wrześniowej Busk wraz z resztą ziem kresowych znalazł się pod okupacją ZSRR. Osoby zatrzymane przez sowiecki aparat bezpieczeństwa były osadzane w przedwojennym areszcie miejskim. Sąsiadował on z budynkiem sądu grodzkiego, w którym po rozpoczęciu okupacji znalazła siedzibę lokalna placówka NKWD.
22 czerwca 1941 roku nazistowskie Niemcy dokonały inwazji na ZSRR. Pierwsze tygodnie wojny miały bardzo pomyślny przebieg dla strony niemieckiej. Dywizjom Wehrmachtu udało się bowiem rozbić wojska nadgranicznych okręgów wojskowych ZSRR, a następnie wedrzeć się w głąb terytorium przeciwnika. Wobec szybkich postępów niemieckiego natarcia władze sowieckie podjęły decyzję o likwidacji więźniów politycznych przetrzymywanych w więzieniach i aresztach zachodnich obwodów ZSRR. W myśl rozkazu ludowego komisarza spraw wewnętrznych Ławrientija Berii z 24 czerwca 1941 roku stracone miały zostać osoby skazane za „działalność kontrrewolucyjną”, „działalność antysowiecką”, sabotaż i dywersję, a także więźniowie polityczni znajdujący się w śledztwie.

## Przebieg masakry
Nie udało się ustalić, ilu więźniów przebywało w buskim areszcie w chwili wybuchu wojny niemiecko-sowieckiej. Wiadomo jednak, że ich liczba wzrosła po 22 czerwca 1941 roku, gdyż w związku z wybuchem wojny NKWD rozpoczęło masowe aresztowania prawdziwych i domniemanych wrogów władzy sowieckiej.
Pod koniec czerwca funkcjonariusze NKWD przejściowo opuścili miasto. Na wieść o tym mieszkańcy udali się do aresztu, licząc, że odnajdą tam swoich krewnych i przyjaciół. Budynek okazał się jednak pusty. Odnaleziono jedynie ukraińskiego mężczyznę nazwiskiem Kapij, którego enkawudziści omyłkowo pozostawili w celi.
W dalszej kolejności mieszkańcy udali się na poszukiwania do pobliskiej siedziby NKWD. W piwnicy budynku znaleźli zwłoki 35 osób oraz ukrytego pod stosem trupów żywego więźnia o nazwisku Kapij (niespokrewniony z mężczyzną odnalezionym w areszcie). Na podstawie zeznań ocalałego oraz oględzin zwłok udało się odtworzyć przebieg wydarzeń. Ustalono, że więźniów wywoływano pojedynczo z cel i zabierano do siedziby NKWD – rzekomo na przesłuchanie. Nieświadome oczekującego je losu ofiary wprowadzano na schody wiodące do piwnicy, mordowano strzałem w tył głowy, a zwłoki wrzucano do piwnicy. Rannych dobijano. Na czas egzekucji uruchamiano silniki dwóch motocykli, chcąc w ten sposób zagłuszyć odgłosy strzałów i krzyki mordowanych.
W wyniku śledztwa prowadzonego w latach 90. XX wieku polscy śledczy doszli do wniosku, że wobec większości zamordowanych więźniów jeszcze przed wojną orzeczono karę śmierci lub wysokie wyroki więzienia (na mocy art. 58 kodeksu karnego ZSRR i art. 54 kodeksu karnego USRR). Wśród zabitych przeważali Polacy; drugą grupą narodowościową pod względem liczby ofiar byli natomiast Ukraińcy. Śmierć ponieśli między innymi: Kazimierz Balicki (prezes miejscowego oddziału Towarzystwa Szkoły Ludowej, gospodarz obiektu „Sokoła”), Longin Nemeczek (nauczyciel, chorąży WP), Mikołaj Wanio (ukraiński lekarz).

## Epilog
Zwłoki zamordowanych wydobyto z piwnicy i złożono w salach dawnego sądu grodzkiego. Zidentyfikowane ofiary zostały pogrzebane w indywidualnych grobach na miejscowym cmentarzu katolickim. Nierozpoznanych pochowano w zbiorowej mogile.
Niedługo po zabraniu zwłok do miasta powrócili enkawudziści. Zorientowawszy się, że zbrodnia została odkryta, rozgłosili, że nieznani sprawcy wymordowali więźniów pod ich nieobecność. Po upływie dwóch dni Sowieci ostatecznie ewakuowali się z Buska. Oddziały niemieckie zajęły miasto w pierwszych dniach lipca.